# Fetornik palawański
Fetornik palawański (Mydaus marchei) – gatunek ssaka z rodziny skunksowatych (Mephitidae), endemit występujący tylko na trzech wyspach filipińskich. Wykazuje duże podobieństwo do borsuków i do niedawna wraz z innymi skunksowatymi zaliczany był do łasicowatych. Badania genetyczne wykazały jednak, że skunksowate powinny tworzyć odrębny takson.

## Zasięg występowania
Występuje tylko na trzech filipińskich wyspach na północ od Borneo: Palawan, Calauit i Busuanga.

## Habitat
Spotykano go w zaroślach łąkowych i mało intensywnych uprawach. Stosunkowo duże zagęszczenie wykazuje też w lasach wtórnych i siedliskach krzewiastych, gdzie buduje nory. Ślady jego obecności stwierdzono też na obszarach leśnych, lasach nizinnych i środowisku mieszanym aż do krawędzi namorzynów.

## Opis
Długość ciała od 32 do 46 cm i masa średnio 2,5 kg. Nie zauważono, by cechował je wyraźny dymorfizm płciowy. Są krępe z krótkim ogonem i jasnym, spiczastym pyskiem. Futro ciemnobrązowe z jasnożółtą plamą na czubku głowy, która ciągnie się do wysokości ramion. Na grzbiecie rozsiane są białe i srebrzyste pojedyncze włosy. Uszy i oczy mają mniejsze niż fetornik sundajski, a także dłuższe i miększe futro. Ogon jest krótki, o prawie kwadratowym pokroju, długości od 15 do 45 mm. Zwierzę ma krótkie, muskularne kończyny i przednie łapy wyposażone w długie pazury.
Wzór zębowy: I 3/3, C1/1, P3/4, M1/1.
Jak wszystkie skunksowate są wyposażone w duże gruczoły odbytowe, w których produkują cuchnącą wydzielinę.

## Behawior
W przeciwieństwie do większości skunksowatych fetornik palawański wydaje się prowadzić dzienny tryb życia, choć inni autorzy opisują go jako zwierzę nocne. W poszukiwaniu pokarmu może przebyć odległość 2 km.
Jest stopochodny. Słabo biega. Najczęściej dość ciężko wędruje trzymając szeroko rozstawione nogi i wyginając nieco ciało tak, że tylne stopy opadają na ślady przednich stóp. Podczas żerowania pozostawia śmierdzący ślad, co oznacza, że używa tych gruczołów w innych celach niż obrona. Nie jest szczególnie agresywny. Słysząc zbliżających się ludzi, głośno tupie. Gdy to nie pomaga, udaje padłego. Dopiero wzięty na ręce może zareagować „wystrzeleniem” na „wroga” wydzieliny z gruczołów odbytowych.
Słabo widzą, ale mają dobry słuch i doskonały węch. Obszary w mózgu odpowiedzialne za percepcję wzrokową są słabo rozwinięte.

## Rozród
Najmniej danych dotyczy rozrodu fetornika palawańskiego. Samice rodzą młode w liczbie 2–3 sztuk, najprawdopodobniej w norach.

## Pokarm
Jest owadożerny, ale spożywa także małe kraby słodkowodne. Kopie dziury w wilgotnej glebie w poszukiwaniu bezkręgowców. Zaobserwowano jego wspólne żerowanie z wyderką orientalną.

## Zagrożenia i ochrona
Dużym zagrożeniem dla gatunku może okazać się dalsze przekształcenie siedlisk w tereny rolnicze. Polowania i presja ze strony udomowionych drapieżników (psy, koty), zdaje się nie mieć większego wpływu na stan populacji. IUCN w swojej czerwonej liście, ze względu na stosunkowo niewielki obszar występowania (poniżej 20 000 km²) oraz niewielką liczbę stanowisk, klasyfikował gatunek ze statusem VU – narażony (2002). Obecnie (2018) ze statusem LC – gatunek najmniejszej troski. Jako endemit chroniony jest na poziomie prowincji, choć w tym kierunku nie przeprowadzono żadnych działań. Zamieszkuje co najmniej jeden rejon chroniony: Park Narodowy Rzeki Podziemnej Puerto Princesa.